# Єлизавета Елеонора Брауншвейг-Вольфенбюттельська
Єлизавета Елеонора Софія Брауншвейг-Вольфенбюттельська (нім. Elisabeth Eleonore Sophie von Braunschweig-Wolfenbüttel, 30 вересня 1658 — 15 березня 1729) — принцеса Брауншвейг-Вольфенбюттельська з роду Вельфів, донька герцога Брауншвейг-Вольфенбюттельського Антона Ульріха та принцеси Шлезвіг-Гольштейн-Зондербург-Норбурзької Єлизавети Юліани, дружина першого герцога Саксен-Майнінгенського Бернхарда I. У 1675 році кілька місяців була дружиною принца Мекленбург-Шверінського Йоганна Георга, який випадково помер від отрути. Поетеса.
На її честь названа резиденція герцогів Саксен-Майнінгенських Елізабетхенбург, збудована у 1692 році.

## Біографія
Єлизавета Елеонора народилась 30 вересня 1658 року у Вольфенбюттелі другою дитиною та старшою донькою в родині принца Брауншвейг-Вольфенбюттельського Антона Ульріха та його дружини Єлизавети Юліани Норбурзької. Мала старшого брата Августа Фрідріха. Згодом у неї з'явилося 11 молодших братів і сестер, з яких вижили Анна Софія, Август Вільгельм, Августа Доротея, Генрієтта Крістіна та Людвіг Рудольф.
Герцогством у цей час правив її дід Август. У 1666 році він помер, і правителем став дядько Рудольф Август. Втім, він мало цікавився державними справами, віддаючи перевагу полюванню та заняттям наукою. Вже наступного року він призначив Антона Ульріха штатгальтером, а у 1685 році батько Єлизавети став герцогом та рівноправним співправителем. Сама вона на той час вже була одружена.
Взимку 1675 року 16-річна Єлизавета Елеонора стала дружиною 45-річного принца Мекленбург-Шверінського Йоганна Георга. Наречений був молодшим братом правлячого герцога Мекленбург-Шверіна Крістіана Людвіга I. Весілля пройшло 2 лютого у Вольфенбюттелі. Дітей у шлюбі не було. У липні того ж року Йоганн Георг випадково помер від отрути, прийнявши її замість ліків.
У 22 роки принцеса взяла другий шлюб із правлячим герцогом Саксен-Майнінгену Бернхардом I. Наречений овдовів за кілька місяців перед цим і мав четверо малолітніх синів від першого шлюбу. Весілля відбулося 25 січня 1681 у замку Шенінгена. Єлизавету Елеонору описували як доброзичливу та привабливу жінку з гарною фігурою. У шлюбі народила п'ятеро дітей.
Мешкало подружжя у Майнінгенському замку. Хоча Єлизавета Елеонора не поділяла пристрасті Бернхарда до алхімії та військової справи і мала власний погляд на чаклунство, їхній шлюб змальовували як щасливий. Чоловіка вона підтримувала у захопленнях музикою та літературою. Він, в свою чергу, заклав нову резиденцію, яку назвав їм'ям дружини. У 1692 році будівництво було завершено, і сімейство оселилося в замку Елізабетхенбург.
Бернхарда не стало у квітні 1706 року. Всупереч його останній волі, герцогиня стала на сторону пасинка Ернста Людвіга у прагненні одноосібного правління, в той час як у державі не було прімогенітури. Принца також підтримував міністр фон Вольцоген. Єдності у цьому питанні досягнуто не було. Її рідний син успішно судився з братами, які були згодні передати Ернсту Людвігу свої повноваження. Антона Ульріха герцогиня не підтримувала, до того ж холодно зустріла його морганатичний шлюб у 1711 році.
Останні роки провела усамітнено. Цікавилася церковною поезією, сама писала вірші, деякі з них були перетворені на гімни.
Померла 15 березня 1729 року в Майнінгені. Похована в замковій кірсі Майнінгена.

## Родина

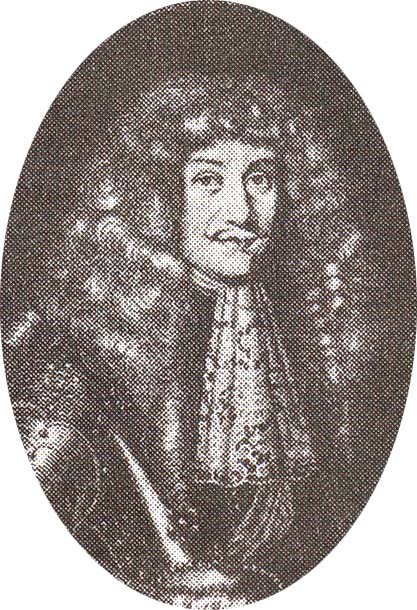
Бернхард Саксен-Майнінгенський

Чоловік — Йоганн Георг, принц Мекленбург-Шверінський
Діти:
- Єлизавета Ернестіна (1681—1766) — настоятелька Гандерсгаймського монастиря у 1713—1766 роках;
- Елеонора Фредеріка (1683—1739) — черниця Гандерсгаймського монастиря;
- Антон Август (20 червня—7 грудня 1684) — прожив 5 місяців;
- Вільгельміна Луїза (1686—1753) — дружина герцога Вюртемберг-Бернштадту Карла, дітей не мала;
- Антон Ульріх (1687—1763) — герцог Саксен-Майнінгену у 1706—1763 роках, був двічі одруженим, мав вісімнадцятеро дітей.